# Kochduell
Kochduell war eine Kochsendung/Spielshow des Fernsehsenders VOX. Moderiert wurde die Sendung seit der Erstausstrahlung im September 1997 bis zur Einstellung am 27. August 2005 von Britta von Lojewski. Kochduell begann als eine werktäglich ausgestrahlte 30-minütige Sendung. Der große Erfolg führte dazu, dass die Sendezeit bald verdoppelt wurde. Darüber hinaus probierte der Sender VOX weitere Kochsendungen aus, so dass das Kochduell im März 2004 nach dem überraschenden Erfolg einer Pilotstaffel von Tim Mälzers Schmeckt nicht, gibt’s nicht seinen angestammten Sendeplatz räumen musste und bis zur endgültigen Einstellung nur noch samstags als wöchentliches Format ausgestrahlt wurde.

## Idee
In der Sendung traten die beiden mit wechselnden Teilnehmern besetzten Teams Paprika und Tomate gegeneinander an. Jedes Team bestand jeweils aus einem Amateur und einem professionellen Koch. Die Originalsendung lief in Großbritannien von 1994 bis 2010 unter dem Titel Ready steady cook.

## Spielverlauf
Die beiden Laien kauften mit einem Budget von zehn Euro (bzw. 20 D-Mark bis 2002) Lebensmittel, die dann im Studio unter Mithilfe der Köche möglichst kreativ zubereitet wurden. Nach Ablauf von 15 Minuten entschied eine dreiköpfige Jury, welches Team das bessere und kreativere war.

## Besonderheiten
Die Herausforderung für den Koch – damit verbunden mit dem Unterhaltungswert für die Zuschauer – bestand neben dem Zeitdruck in der kreativen und vollständigen Verwertung der häufig absurden Zusammenstellungen der Einkäufe, aus denen gelegentlich keine bekannten Standardgerichte herzustellen waren.

## Das Team

### Köche
- Alexander Herrmann (Herrmann’s Romantik Posthotel & Restaurant, Wirsberg)
- Andreas Carl Studer (Kochbuchautor und Fernsehkoch)
- Carsten Dorhs (freiberuflicher Koch und Foodstylist)
- Frank Buchholz (Eigentümer und Geschäftsführer: Frank Buchholz foodconcept)
- Franz-Xaver Bürkle (Küchenchef/Chef des Restaurants der Nahetal-Klinik in Bad Kreuznach)
- Matthias Ruta (freiberuflicher Koch, Betreiber einer Kochschule in Gelsenkirchen)
- Rainer Mitze (Inhaber: Rainer Mitzes Koch-College in Leverkusen)
- Thies Möller (Fachlehrer an der beruflichen Schule des Kreises Dithmarschen in Meldorf)
- Susanne Vössing (Freiberufliche Köchin und Foodstylistin)
- Stefan Wiertz (Foodstylist für Werbefilme)
- Sante de Santis (Patron des Caffè San Pietro, Bar und Ristorante all’Italiana), im Januar 2016 verstorben.
- Ralf Meuser (Eigentümer des Restaurant „Canishof“)
- Wolfgang Kohlhepp (Kochbuchautor und Fernsehkoch)
- Petra Schurk (Kochbuchautorin und Fernsehköchin)
- Markus Oppermann (Landhotel Zum Kronprinzen, Dellhofen)

### Weinexperten
- Hendrik Thoma (Chef-Sommelier im Hotel Louis C. Jacob in Hamburg)
- Christina Fischer (Fischers Weingenuß & Tafelfreuden in Köln)
- Kai Schattner (Weinhandel Schattners Weinwelt, Wiesbaden)
- Cathérine Thevenot (gebürtige Französin, ehemalige Chefsommelière des „Waldhotels Sonnora“ in Dreis 2001–2008), Sommelière des Jahres 2003 des Schlemmer Atlas